# Gerrit Van Gestel
Gerrit Van Gestel (Beerse, 21 september 1958) is een Belgisch voormalig wielrenner.

## Carrière
Van Gestel behaalde zijn meeste overwinningen in de Ronde van de Kempen die hij won in 1980. In datzelfde jaar nam hij deel aan de Olympische Spelen waar hij meedeed aan de ploegentijdrit.

## Overwinningen
1979
8e etappe deel b Ronde van de Kempen
1980
3e etappe deel a Ronde van de Kempen
5e etappe deel b Ronde van de Kempen
8e etappe deel b Ronde van de Kempen
Algemeen klassement Ronde van de Kempen
Proloog Ronde van de Toekomst
Vierdaagse van West-Henegouwen
1981
1e etappe deel b Driedaagse van De Panne
Essen